# Richie Rome
Richie Rome (* 16. Januar 1930 in Philadelphia; † 15. Dezember 2020) war ein US-amerikanischer Musikproduzent, Arrangeur und Orchesterdirigent aus den 1970er Jahren. Sein bürgerlicher Name war Richard V. Di Cicco.

## Leben und Wirken
In den 1960er Jahren begann seine Karriere, indem er Musikarrangements komponierte. Einer seiner ersten Arbeiten war ein Medley aus Green Apples und Something, das er für die O’Jays arrangierte.
In Zusammenarbeit mit und als Musikarrangeur für Jacques Morali stellte er 1975 die Discogruppe The Ritchie Family zusammen, für die er gleichzeitig der Namensgeber wurde
und produzierte ihre Alben Brazil (1975), Arabian Nights (1976) und Life Is Music (1977) mit.
Sein kennzeichnender Musikstil waren üppige Orchestrationen, ineinanderübergreifende multidimensionale Bläser- und Streichereinsätze, um die Sinnlichkeit der Komposition zu betonen. Zu seinen Projekten gehörten Jimmy Ruffin Fallin' in Love with You (1977), The Sweet Inspirations Black Sunday (1977), The Chi-Lites My First Mistake (1977), Flower's Midnight Dancing Now und Our Never-Ending Love (1979) und in Zusammenarbeit mit Phil Hurtt, Stanley Turrentine Disco Dancing (1978) und Phil Hurtt Giving It Back (1978). In einigen seiner Stücken wie African Suite spielt er selber das Keyboard.
Er starb am 15. Dezember 2020 im Alter von 90 Jahren.